# Günther Eger
Günther Eger (* 7. September 1964 in Tegernsee ) ist ein ehemaliger deutscher Bobfahrer. Er startete für die SpVgg Unterhaching.
Er gewann bei den  Olympischen Spielen 1992 in Albertville als Bremser zusammen mit seinem Piloten Christoph Langen im Zweierbob die Bronzemedaille. Bei der Europameisterschaft 1992 am Königssee wurde er ebenfalls mit Christoph Langen Vizeeuropameister.
Für den Gewinn der Bronzemedaille erhielt er am  23. Juni 1993 von Bundespräsident Richard von Weizsäcker das Silberne Lorbeerblatt.